# Татановский сельсовет
Татановский сельсовет — сельское поселение в Тамбовском районе Тамбовской области Российской Федерации.
Административный центр — село Татаново.

## История
Статус и границы сельского поселения установлены Законом Тамбовской области от 17 сентября 2004 года № 232-З «Об установлении границ и определении места нахождения представительных органов муниципальных образований в Тамбовской области».

## Население
| 2010  | 2012  | 2013  | 2014  | 2015  | 2016  | 2017  |
| ----- | ----- | ----- | ----- | ----- | ----- | ----- |
| 5125  | ↗5183 | ↗5221 | ↗5308 | ↘5204 | ↘5076 | ↗5089 |
| 2018  | 2019  | 2020  | 2021  |       |       |       |
| ↘5016 | ↘4918 | ↘4870 | ↘4544 |       |       |       |

## Состав сельского поселения
| № | Населённый пункт   | Тип населённого пункта       | Население |
| - | ------------------ | ---------------------------- | --------- |
| 1 | Заречье            | посёлок                      | 37        |
| 2 | Куксово            | село                         | ↘1299     |
| 3 | Солдатская Духовка | село                         | ↗895      |
| 4 | Татаново           | село, административный центр | ↘2894     |